# Сайду-Шариф
Сайду-Шариф (урду سیدو شریف‎) — город в провинции Хайбер-Пахтунхва, Пакистан, столица округа Сват.

## История
13 марта 2010 года в городе прогремел взрыв. В результате теракта погибло 10 человек, ещё 34 получили ранения.